# Karen Melchior
Karen Melchior (født 15. oktober 1980) er en dansk politiker, der har været medlem af Europa-Parlamentet siden 2019. Frem til august 2022 var hun medlem af Radikale Venstre. Hun var tidligere partiets førstesuppleant i Europa-Parlamentet samt folketingskandidat ved Folketingsvalget i 2015, hvor hun ikke kom ind.

## Baggrund
Karen Melchior blev født den 15. oktober 1980. Hun har en international baggrund med opvækst i København, Indien og Zambia og med universitetsstudier i København og Frankrig.
Hendes kandidatgrad i jura er fra Københavns Universitet 2005.
Foruden dansk taler Melchior flydende engelsk og fransk og har basiskendskab i tysk.

## Politisk karriere
Melchior blev medlem af Det Radikale Venstre i 2012 og stillede i 2013 op til Europa-Parlamentsvalget 2014.
Ved valget var hun opstillet som nummer 5 på partiets liste, men fik med 10.412 personlige stemmer næstflest stemmer for partiet og en rolle som førstesuppleant.
Det favorable resultat ved Europa-Parlamentsvalget fik Melchior til at forfølge en videre politisk karriere, og i december 2014 afløste hun Jeppe Mikkelsen som folketingskandidat for De Radikale i Horsenskredsen.
Ved Folketingsvalget 2015 opnåede hun 885 personlige stemmer i Østjyllands Storkreds, hvilket rakte til en placering som andensuppleant for De Radikale.
Ved kommunalvalget 2017 blev Melchior valgt til Københavns Borgerrepræsentation, et hverv, som hun fik betalt orlov fra 9. maj 2019. I 2019 stillede hun op til både Europa-Parlamentsvalget den 26. maj og Folketingsvalget den 5. juni; ved Europa-Parlamentsvalget fik hun De Radikales andet mandat, hvorefter hun fortsat stod på stemmelisten til Folketingsvalget, men opgav planerne om at komme i Folketinget.
I september 2021 beskrev Ekstra Bladet arbejdsmiljøproblemer for medarbejderne på hendes kontor, og i februar 2022 sygemeldte Melchior sig fra Europa-Parlamentet på grund af "pres igennem lang tid". I marts samme år blev det berettet, at hun havde fortsat med at deltage i afstemninger i Europa-Parlamentet, hvilket førte til kritik fra De Radikales landsformand. Den 21. maj 2022 besluttede De Radikales hovedbestyrelse at opfordre Karen Melchior til at trække sig fra sit mandat i Europa-Parlamentet og at partiet ikke ville indstille hende som kandidat til det kommende valg til Europa-Parlamentet. Dette resulterede i, at hun i august 2022 valgte at forlade partiet.

### Europaparlamentsudvalg
- Medlem af Retudvalget[16]
- Medlem af Udvalget om Kvinders Rettigheder og Ligestilling[17]
- Stedfortræder i Udvalget om det Indre Marked og Forbrugerbeskyttelse[18]